# Herman Siegumfeldt
Herman Carl Siegumfeldt, född 18 september 1833 i Esbønderup, Danmark, död 27 juni 1912 i Köpenhamn, var en dansk målare och tecknare.
Han var son till hökaren Heinrich Anton Siegumfeldt och Maren Cathrine Schou. Siegumfeldt studerade vid Det Kongelige Danske Kunstakademi från 1844 och under studievistelser i Italien och Paris. Han gjorde sig främst känd som en allvarlig folklivsskildrare. Under en period i Sverige utförde han en serie teckningar som blev förlagor för Oscar Patric Sturzen-Beckers Album de Trollhättan som utgavs 1847 och Från Stockholm till Göteborg. Tjugo utsigter. Separat ställde han ut i Köpenhamn 1904 och han medverkade i samlingsutställningar på Charlottenborg 1851–1907 samt på utställningar i Wien 1882, München 1909 och i Sverige medverkade han i Konstakademiens utställning 1866. Han var ledamot av den danska Konstakademien. Siegumfeldt är representerad i en rad danska museum och vid Göteborgs historiska museum.